# East Camden
East Camden è un comune degli Stati Uniti d'America, situato in Arkansas, nella contea di Ouachita.